# Skärpiplärka
Skärpiplärka (Anthus petrosus) är en fågel som tillhör släktet piplärkor i familjen ärlor. Fågeln häckar i norra och västra Europa i klippiga kustmiljöer och på skärgårdsöar. Nordliga populationer flyttar åt sydväst, medan fåglar på brittiska öarna och i Frankrike är stannfåglar. IUCN kategoriserar den som livskraftig. Tidigare betraktades skärpiplärka, vattenpiplärka och hedpiplärka som en och samma art, men delades upp i tre i början av 1990-talet (därefter har även hedpiplärka delats upp, i amerikansk piplärka och stenpiplärka).

## Utseende och läte
Skärpiplärkan är en rätt kraftig piplärka med en kroppslängd på 15,5–17 cm. Som de flesta andra piplärkor har den ett oansenligt utseende på marken, mestadels mörkbrun på ovansidan och kraftigt streckat mattgul undertill. Den är dock typiskt mörkt färgad med suddig teckning. Den har mörka ben, gråvita stjärtsidor och en ganska lång mörk näbb. Vissa nordliga fåglar kan bli rosaaktiga på undersidan och blekare på huvudet på sommaren och därmed likna den närbesläktade vattenpiplärkan.

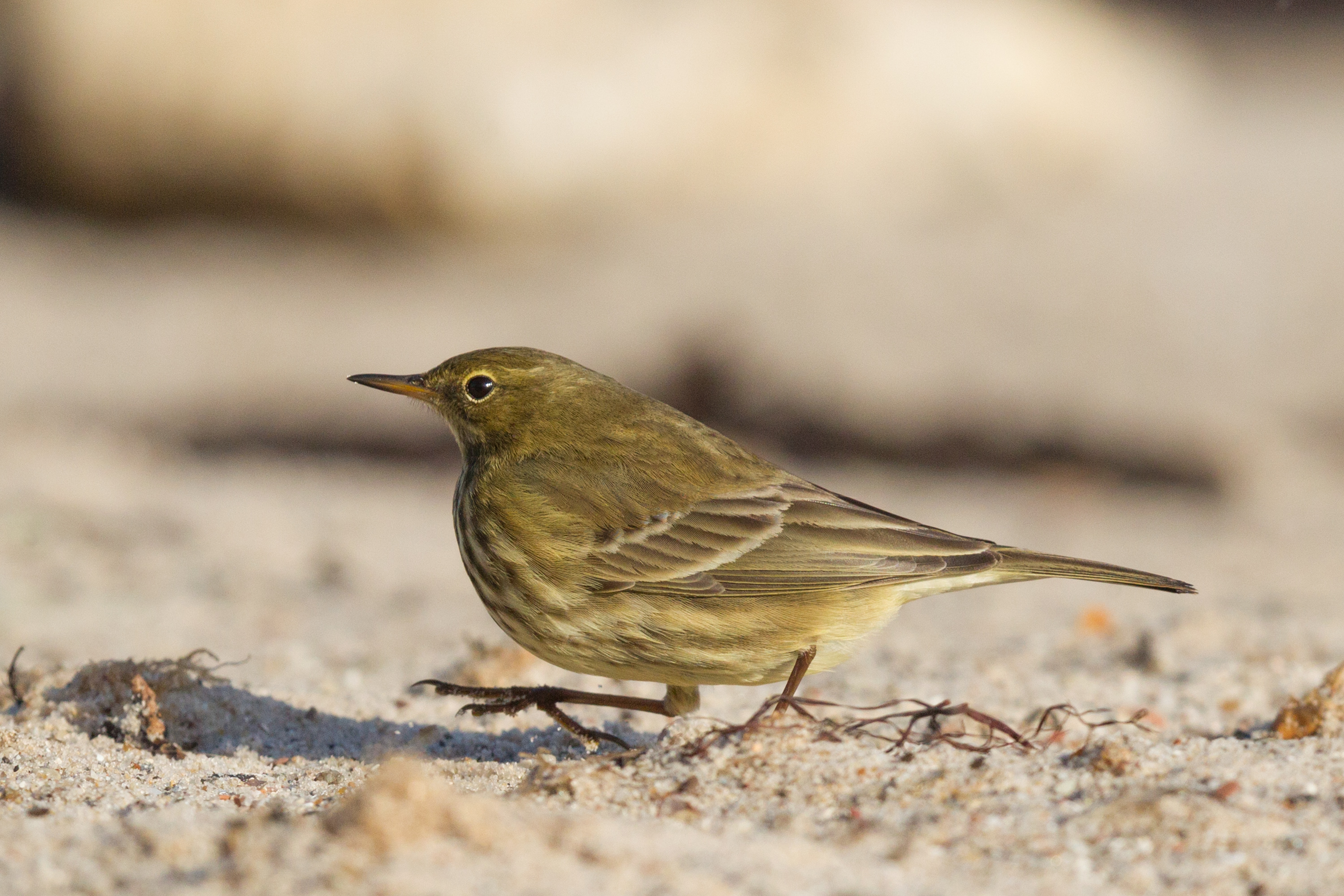
Skärpiplärka fotograferad på Helgoland.

Skärpiplärkans lockläte liknar ängspiplärkans, "viisst", men är vassare, mer explosivt och yttrat glesare och mer enstaka. Även sången liknar ängspiplärkans, men med en spetsigare och mer metallisk klang. Den utförs ofta i typiskt klättrande och sedan dalande sångflykt med stela vingar.

## Utbredning och taxonomi
Skärpiplärkan är endemisk för Europa och häckar på klippiga kuster på Kolahalvön och i västra Europa norrut från Bretagne. Den är normalt en stannfågel i Irland, Storbritannien och Frankrike, men populationerna i Skandinavien, Baltikum och Ryssland flyttar söderut på vintern, förmodligen till kustområden i Västeuropa. Den flyttar söderut i september-oktober och återvänder i mars–april. Norge hyser hälften av världspopulationen och Sverige två procent av denna art.
Skärpiplärkan delas oftast in i tre underarter, här i två grupper med följande utbredning:
- petrosus/kleinschmidti-gruppen
  - Anthus petrosus petrosus – nominatformen häckar på Irland, i Storbritannien, kring kusterna av Frankrike samt på Kanalöarna.
  - Anthus petrosus kleinschmidti – häckar på Färöarna, Shetlandsöarna, Orkneyöarna, Fair Isle och St. Kilda
- Anthus petrosus littoralis – häckar i Fennoskandia och nordvästra Ryssland

Vissa inkluderar kleinschmidti i petrosus.

## Ekologi

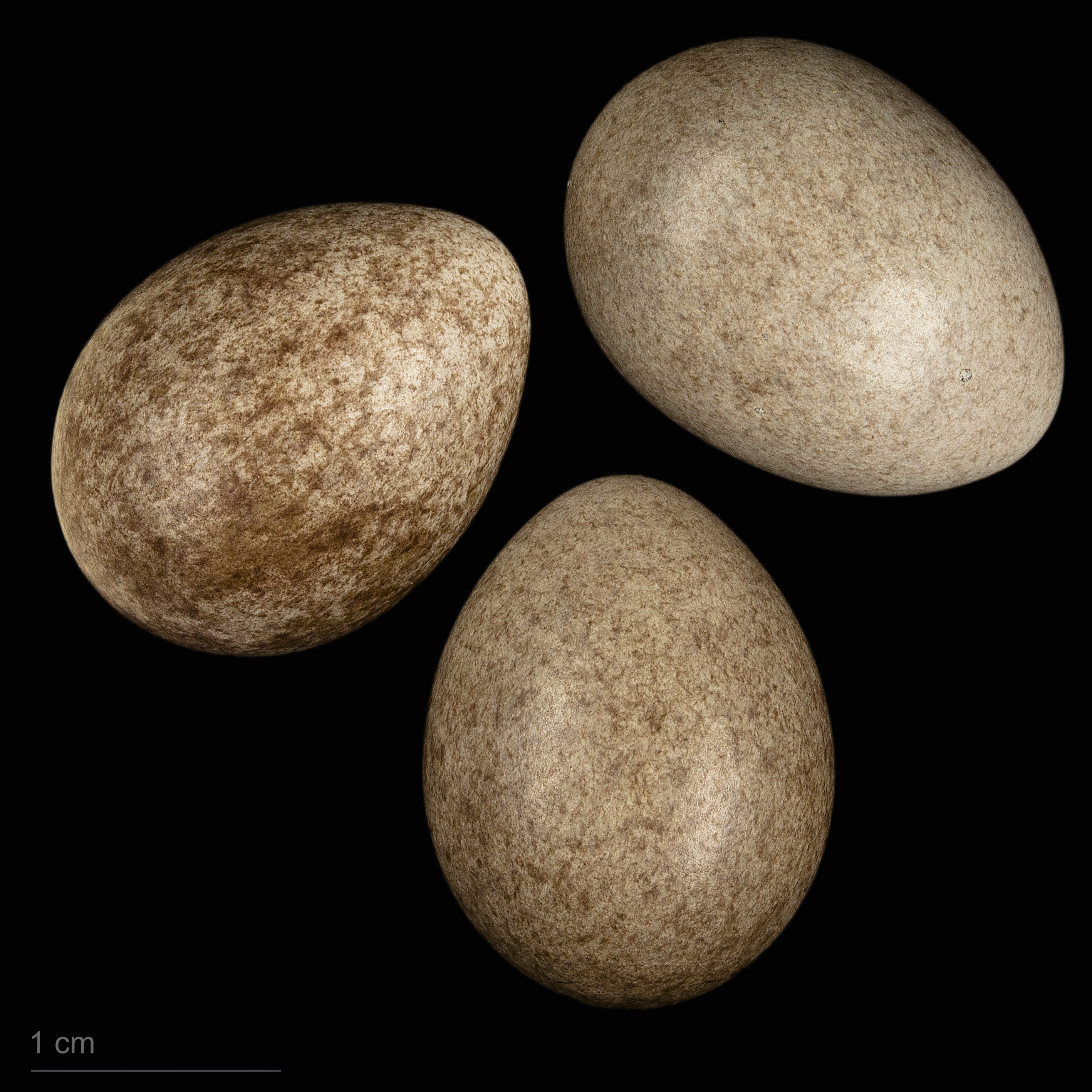
Anthus petrosus

Skärpiplärkan förekommer i klippmiljöer vid kusten, ofta på skärgårdsöar. Även om insekter ibland fångas i flykten livnär sig denna piplärka främst på små ryggradslösa djur som plockas från stenblock eller i grunt vatten. 
Boet är enkelt och läggs på marken, gömt bland stenar eller grästuvor. Den lägger i genomsnitt tre till fem ägg som honan ruvar i cirka två veckor. Ungarna tas om hand av båda föräldrarna i 14–16 dagar.
Det händer att hanar kommer in i ett angränsande revir för att hjälpa dess revirägare att avvärja en inkräktare. Sådant beteende är annars känt endast hos den afrikanska vinkarkrabban (Uca annulipes). De som flyttar är revirhävdande, åtminstone under häckningssäsongen, och de som inte flyttar är revirhävdande året runt. 

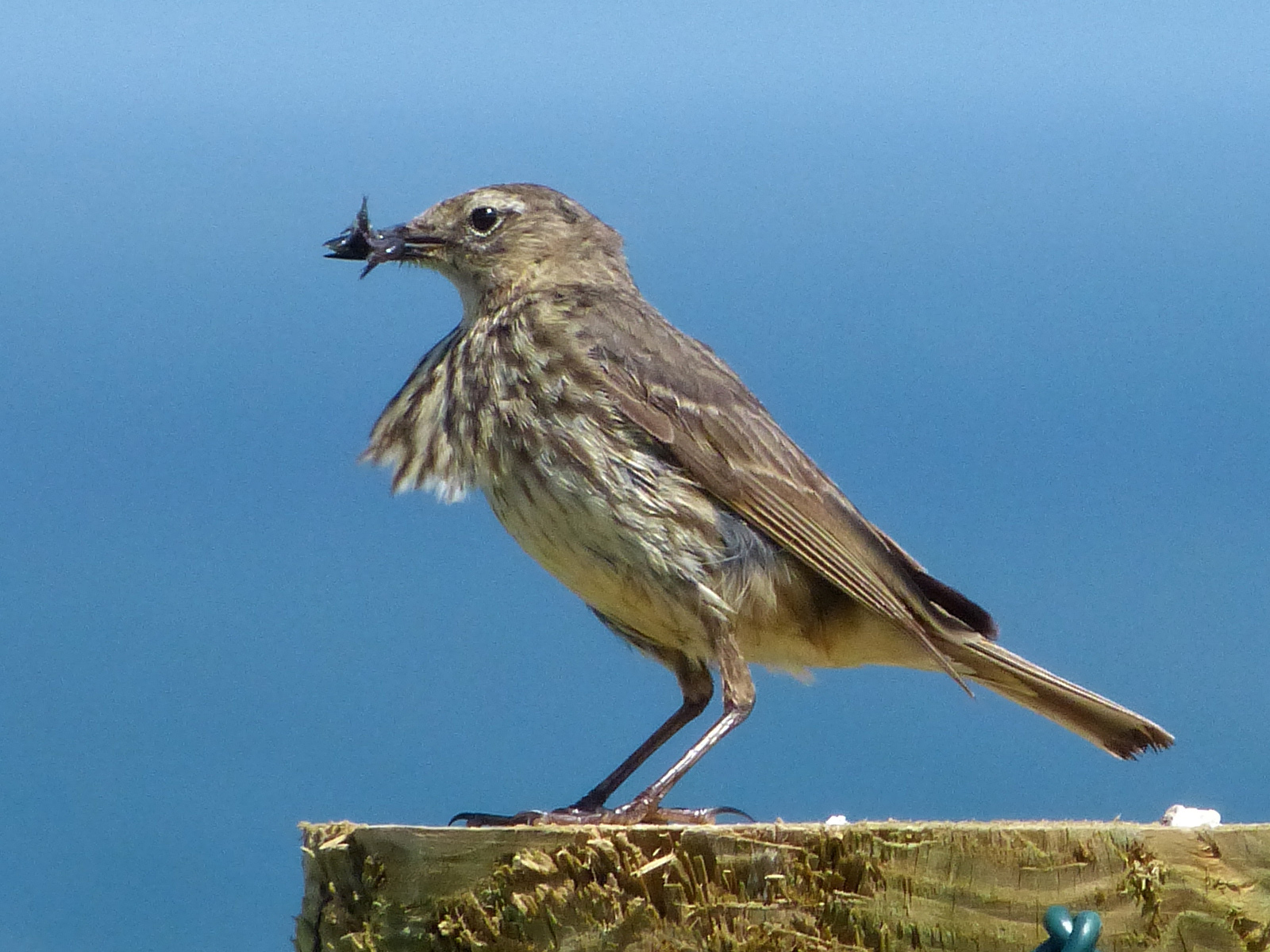
Skärpiplärka med mat till ungar, fotograferad i Newquay, i engelska Cornwall.

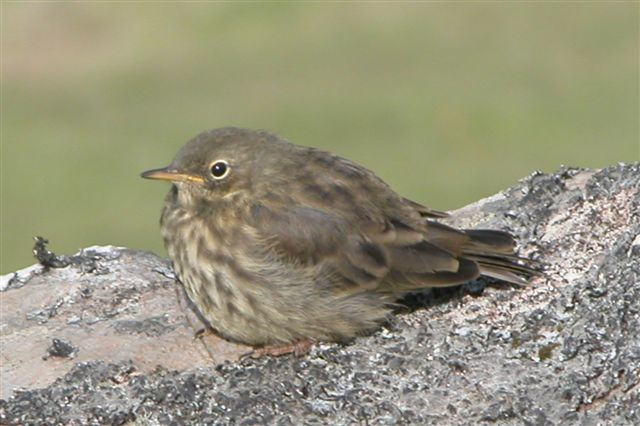
Unge skärpiplärka i Färöarna.

## Status och hot
Arten har ett stort utbredningsområde och en stor population med stabil utveckling. Utifrån dessa kriterier kategoriserar IUCN arten som livskraftig (LC). Populationen i Europa, och därmed världspopulationen, tros bestå av 164 000–281 000 par. Skärpiplärkan kan jagas av rovfåglar, angripas av parasiter som loppor, och utgöra ofrivillig värd för gök.

### Status i Sverige
Skärpiplärkan har ett relativt liten population i Sverige uppskattad till mellan 3 400 och 6 000 häckande individer eller cirka 4600 par. De senaste 30 åren har den minskat i antal med 20–46 %, men anses numera öka i antal. Beståndet anses därmed vara livskraftigt.

## Namn
Skärpiplärkans vetenskapliga artnamn petrosus betyder "tillhörande stenar" eller "tillhörande klippor" efter latinets petra för "sten" eller "klippa".